# Рафили-Алиева, Улдуз Салех кызы
Улдуз Салех кызы Рафили-Алиева (азерб. Ulduz Saleh qızı Rəfili-Əliyeva; 1922, Геранбойский район — 2006, Баку) — азербайджанский и советский театральный режиссёр, профессор, Заслуженный деятель искусств Азербайджанской ССР (1964). Первая азербайджанка, ставшая профессиональным театральным режиссёром.

## Биография
Улдуз Салех кызы Рафили родилась 15 декабря 1922 года в Геранбойском районе. Её отец умер ещё до её рождения. Когда Улдуз было 12 лет, многие члены её семьи подверглись репрессиям и Улдуз вместе со старшей сестрой Семаей в 1934 году переехали в Баку. Мать Улдуз второй раз вышла замуж, но скончалась в 1935 году. До начала Великой Отечественной войны жила в Москве у сестры Семаи Рафили. В 1938 году окончила промышленный техникум. В Москве Рафили поступила в Московский институт инженеров транспорта, и наряду с учёбой работала в московском метрополитене начальником смены станции и машинисткой поезда. После окончания войны вернулась в Баку.

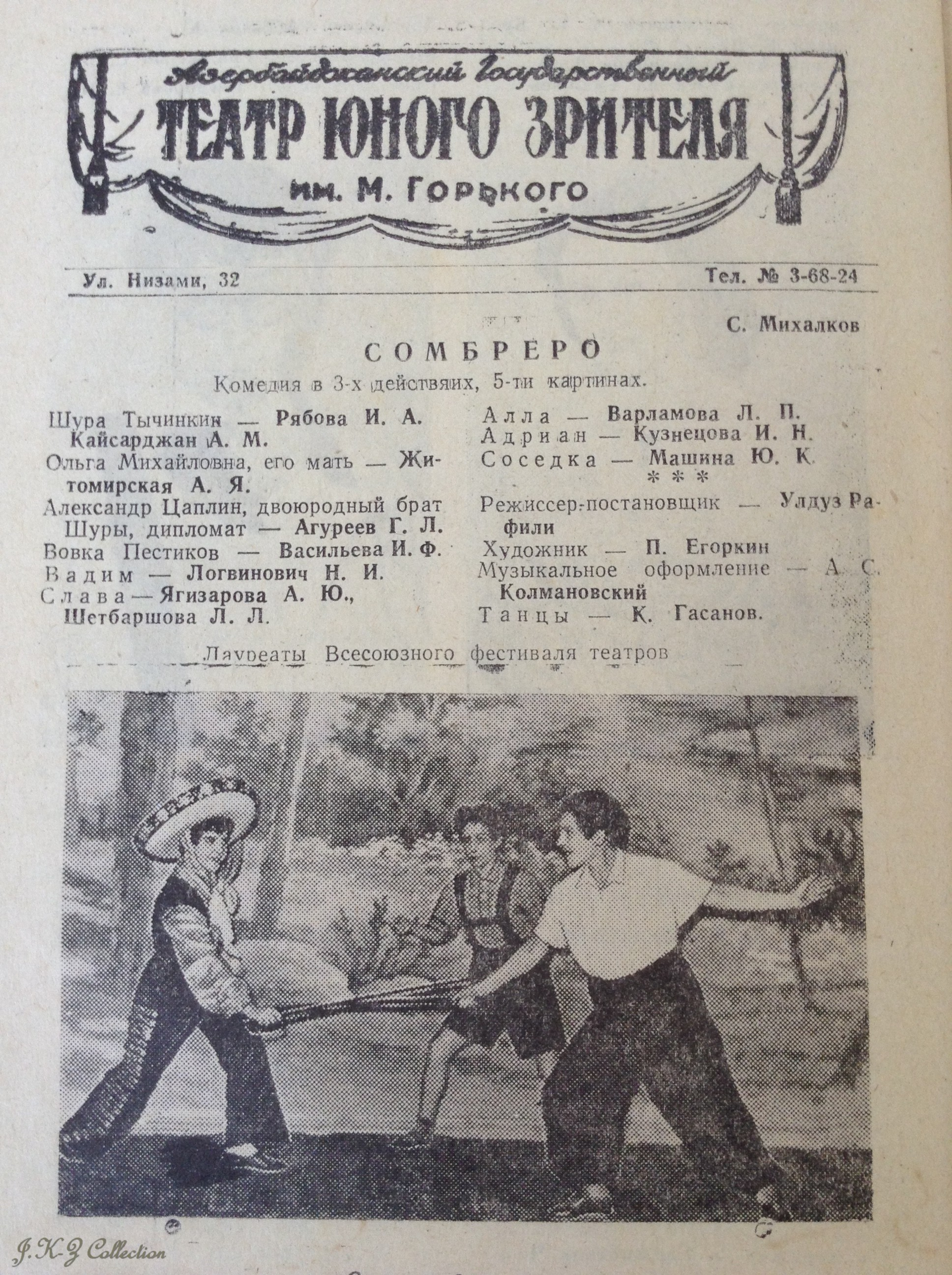
Афиша комедии Михалкова «Сомбреро» в постановке У. Рафили

В 1951 году Улдуз Рафили окончила режиссёрский факультет Бакинского театрального института. Наряду с учёбой работала консультантом в киностудии «Азербайджанфильм» и педагогом в библиотечном техникуме. После окончания ВУЗа стала работать режиссёром в Театре юного зрителя в Баку. В период с 1972 по 1975 год была главным режиссёром ТЮЗа. Рафили ставила в театре спектакли как на азербайджанском, так и на русском языках. Ею было поставлено более 50 спектаклей.
За заслуги перед театром 29 июня 1964 года Улдуз Рафили было присвоено звание Заслуженного деятеля искусств Азербайджанской ССР. Некоторые постановки Рафили становились победителями всесоюзных фестивалей, удостаивались дипломов и наград.
С сентября 1975 года занималась педагогической деятельностью, долгие годы была профессором кафедры вокала и оперы Бакинской консерватории. За годы работы в консерватории ставила такие произведения, как «Алеко» Сергея Рахманинова, «Иоланта» Петра Чайковского, «Севиль» Фикрета Амирова, «Свадьба Фигаро» Вольфганга Моцарта и др.
Скончалась Улдуз Рафили-Алиева в 2006 году в Баку.

## Семья
- Муж — Курбан Алиев, сотрудник Министерства просвещения Азербайджанской ССР[2].
  - Сын — Гасан Алиев, сотрудник системы здравоохранения[2].
- Двоюродный брат (сын брата отца) — Микаил Рафили, поэт и литературовед, доктор филологических наук[3].